# Ingalill Ellung
Ingalill Margrethe Ellung, född Eriksen den 19 maj 1955 i Malmberget, är en svensk skådespelare.
Ellung studerade vid svenska institutet för dockteater 1976-1979. Efter studierna har hon arbetat både som dockspelare och som skådespelare vid Marionetteatern, Unga Riks, Riksteatern, Stockholms stadsteater och olika regionteatrar. Hon är gift med journalisten Göran Ellung.

## Filmografi
- 1986 – Anne-Marie alkoholist?
- 1991 – Den goda viljan (TV-serie)
- 1993 – Rosenbaum (TV-serie)
- 1995 – Tre Kronor (TV-serie)
- 1998 – Beck – Öga för öga
- 1998 – Pip-Larssons (TV-serie)